# Weep〜maki ohguro The Best Ballads Collection〜
『Weep〜maki ohguro The Best Ballads Collection〜』（ウィープ・マキオオグロザ・ベスト・バラッズ・コレクション）は、日本の女性歌手、大黒摩季のベスト・アルバム。

## 概要
初のバラード・ベスト・アルバム。「ら・ら・ら」、「別れましょう私から消えましょうあなたから」、「チョット」、「いちばん近くにいてね」、「Lonely Child」は本作用に新たに編曲を施している。
ビーイング時代の楽曲の作詞クレジットには、ビーイングスタッフが併記されている。
「チョット」の作曲クレジットが実際の織田哲郎ではなく、大黒摩季と誤植されている。
2012年12月12日にSHM-CDで再発された。

## 収録曲
| #         | タイトル                                                                             | 作詞                        | 作曲                   | 編曲              | ストリングスアレンジ | 時間  |
| --------- | ------------------------------------------------------------------------------------ | --------------------------- | ---------------------- | ----------------- | -------------------- | ----- |
| 1.        | 「別れましょう私から消えましょうあなたから 〜TOKU“Jazzy Violet”ver.〜」(4thシングル) | 大黒摩季&ビーイングスタッフ | 大黒摩季               | TOKU              |                      | 5:25  |
| 2.        | 「チョット 〜“Drunker's Trip”ver.〜」(3rdシングル)                                   | 大黒摩季&ビーイングスタッフ | 織田哲郎               | 西平彰            |                      | 5:13  |
| 3.        | 「いちばん近くにいてね 〜“Key West Lime Pie”ver.〜」(11thシングル)                   | 大黒摩季&ビーイングスタッフ | 大黒摩季               | 西平彰            |                      | 5:27  |
| 4.        | 「胡蝶の夢」(29thシングル、アルバム初収録)                                           | 大黒摩季                    | 大黒摩季               | 西平彰            |                      | 4:43  |
| 5.        | 「いけない恋」(新曲)                                                                 | 大黒摩季                    | 大黒摩季               | 西平彰            |                      | 7:08  |
| 6.        | 「I need you」(新曲)                                                                 | 大黒摩季                    | 大黒摩季               | 西平彰            |                      | 6:02  |
| 7.        | 「Come To Me, Once Again」(9thアルバム収録曲)                                        | 大黒摩季                    | 大黒摩季               | 田辺恵二          |                      | 6:02  |
| 8.        | 「Baby Baby Baby」(8thアルバム収録曲)                                                | 大黒摩季                    | 大黒摩季               | 葉山たけし        | 三宅一徳             | 5:30  |
| 9.        | 「いとしいひとへ〜Merry Christmas〜」(26thシングル、アルバム初収録)                  | 大黒摩季                    | 大黒摩季               | 武部聡志          |                      | 5:12  |
| 10.       | 「潮騒」(10thアルバム収録曲)                                                         | 大黒摩季                    | 大黒摩季               | 清水俊也          |                      | 6:44  |
| 11.       | 「Lonely Child 〜New Vocal!!“Strip Down”ver.〜」(9thアルバム収録曲)                  | 大黒摩季                    | 大黒摩季               | 武部聡志&大黒摩季 |                      | 6:09  |
| 12.       | 「THE ROSE」(洋楽カバー、初収録)                                                     | アマンダ・マクブルーム      | アマンダ・マクブルーム | 西平彰            |                      | 4:15  |
| 13.       | 「瞬く星のように」(11thアルバム収録曲)                                               | 大黒摩季                    | 大黒摩季               | Hibiki Hanasaka   |                      | 5:39  |
| 14.       | 「ら・ら・ら 〜"Peace Out" ver.〜」(10thシングル)                                    | 大黒摩季&ビーイングスタッフ | 大黒摩季               | 西平彰            |                      | 5:02  |
| 合計時間: | 合計時間:                                                                            | 合計時間:                   | 合計時間:              | 合計時間:         | 合計時間:            | 78:31 |

## タイアップ
- M4: フジテレビジョン系ドラマ『新・風のロンド』主題歌